# La Belle Dame sans merci (film, 1921)
Pour les articles homonymes, voir La Belle Dame sans merci.
Pour plus de détails, voir Fiche technique et Distribution.
La Belle Dame sans merci est un film muet français réalisé par Germaine Dulac en 1920 et sorti en avril 1921. 

## Fiche technique
- Titre : La Belle Dame sans merci
- Réalisation : Germaine Dulac
- Scénario : Irène Hillel-Erlanger, Germaine Dulac
- Photographie : Jacques Oliver
- Société de production : D. H. Films
- Société de distribution : A. G. C. - Agence Générale Cinémathographique
- Pays de production :  France
- Langue : film muet avec les intertitres en français
- Format : Noir et blanc — 35 mm — 1,33:1 — Muet
- Métrage :
- Genre : Comédie dramatique
- Durée : 87 minutes (1 h 27)
- Date de sortie : 
  - France : 22 avril 1921

 Sauf indication contraire, les informations mentionnées dans cette section peuvent être confirmées par la base de données cinématographiques IMDb,  présente dans la section « Liens externes ».

## Distribution
- Tania Daleyme : Lola de Sandoval, la Belle Dame sans merci, une actrice célèbre
- Jean Toulout : le comte Guy d'Amaury
- Denise Lorys : la comtesse d'Amaury
- Yolande Hillé : Irène
- Pierre Mareg : le marquis de Saint-Erasme
- Jean Tarride : Hubert d'Amaury
- Lucien Glen : Lucien
- Louis Monfils